# Scribd
Scribd（pronounced /ˈskrɪbd/）是一家文档分享网站，可以发布并分享管理如word文档、pdf、ppt等多种格式文档的网络公司。它由特里普·阿德勒等人在2006年创办 Scribd主要竞争对手有Docstoc、edocr、WePapers、Issuu、SlideShare等.